# L'increïble Hulk (pel·lícula)
L'increïble Hulk (títol original en anglès, The Incredible Hulk) és una pel·lícula estatunidenca del 2008 basada en uns contes escrits per Marvel Comics sobre el personatge de Hulk. La pel·lícula va ser dirigida per Louis Leterrier i va ser protagonitzada pel Edward Norton com el Dr. Bruce Banner. És la segona producció a l'Univers cinematic de Marvel, després que una versió d'Ang Lee del 2003 va ser un fracàs rotund.

## Argument
A la Universitat de Culver a Virgínia, el general Thunderbolt Ross es troba amb el Dr. Bruce Banner, el col·lega i promés de la seva filla  Betty, en un experiment que segons Ross, pretén immunitzar els humans davant la radiació gamma. L'experiment –parteix d'un programa de «supersoldat» de la Segona Guerra Mundial que el general espera recrear– falla, i l'exposició dels raigs gamma provoca que Banner es transformi en Hulk per breus períodes, sempre que el seu ritme cardíac s'elevi per sobre de 200. Hulk destrueix el laboratori, ferint i matant la gent que hi havia. A causa d'això, es converteix en un fugitiu de l'Exèrcit dels EUA i en particular, de Ross, que vol militaritzar el procés de Hulk.
Cinc anys després, Banner treballa en una fàbrica d'embotellat a Rocinha, Rio de Janeiro al Brasil, mentre busca una cura per la seva condició. A Internet, col·labora amb un col·lega que només coneix com «Sr. Blau», fent servir el pseudònim «Sr. Verd». També està aprenent tècniques de respiració meditativa per ajudar a mantenir el control, i no s'ha transformat en cinc mesos. Després de tallar-se el dit, una gota de sang cau dins d'una ampolla i avi de Milwaukee, Wisconsin l'ingereix, i pateix l'efecte gamma. Fent servir l'ampolla per localitzar Banner, Ross envia un equip SWAT, liderat per Emile Blonsky, un marine britànic nascut a Rússia, per capturar-lo. L'heroi es transforma en Hulk i derrota l'equip de Blonsky. Després que Ross explica com el metge es va convertir en Hulk, el marine accedeix que li injectin una petita dosi de sèrum similar, que li dona velocitat, força, agilitat i sanació millorades, però també comença a deformar-se el seu esquelet i afectar el seu cap.

## Repartiment
- Edward Norton com a Bruce Banner/ el Hulk: 
Un geni científic que per culpa de l'exposició a la radiació gamma es transforma en el Hulk quan està estressat, enrabiat, o excitat. David Duchovny va ser el principal candidat al paper abans de la contractació de Norton,[4] mentre que Louis Leterrier volia en un principi Mark Ruffalo (que més tard faria de Banner a Marvel's The Avengers) per al paper.[5] Gale Anne Hurd va recordar els papers duals de Norton a Les dues cares de la veritat (Primal Fear) i a Fight Club,[6] i a Kevin Feige li recordava Bill Bixby, que havia fet de Banner en la sèrie de televisió.[7] Lou Ferrigno, que va interpretar el Hulk amb Bixby, va ressaltar que Norton «tenia un físic [i una] personalitat similars».[8]

- Lou Ferrigno: veus de Hulk
- Liv Tyler: Betty Ross
- Tim Roth: Emil Blonsky/ Abomination
- Tim Blake Nelson: Samuel Sterns
- Ty Burrell: Dr. Leonard Samson
- William Hurt: General "Thunderbolt" Ross
- Robert Downey, Jr.: Tony Stark/ Iron Man (cameo)